# ایهاب عبدالرحمن
ایهاب عبدالرحمن (انگلیسی: Ihab Abdelrahman؛ زادهٔ ۱ مهٔ ۱۹۸۹) یک پرتاب‌گر نیزه اهل مصر است. از افتخارات وی میتوان به کسب مدال نقره پرتاب نیزه در ۲۰۱۵ پکن اشاره کرد.